# ブラジル大断崖

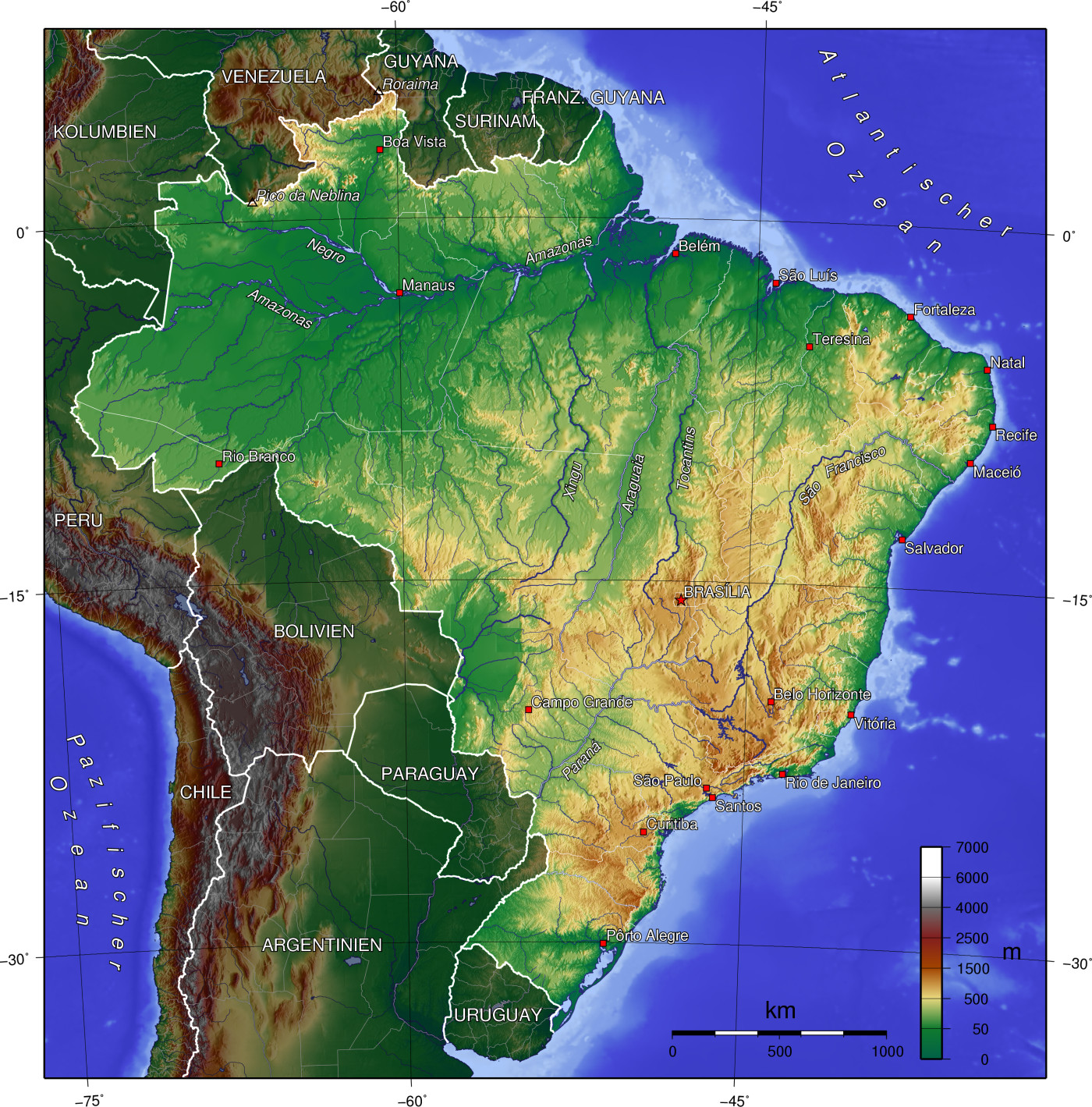
ブラジルの地形図

ブラジル大断崖（ブラジルだいだんがい、英語: Great Escarpment, Brazil）は、ブラジルのバイーア州サルヴァドールの南にあるブラジルの東海岸の大部分に沿って南下する主要な断崖である。この断崖はブラジルの中央および南大西洋岸に沿って走り、急上昇し、ブラジル高原を海岸から分離している。
ブラジル大断崖は海岸平野から高さ2,700メートルまで急上昇する。断崖の上部は、内部と海岸平野の間に分水界を形成する。サンフランシスコ川を除いて、ほとんどの川は海岸ではなく中央流域に流れ込んでいる。この大断崖はセーハ・ド・マール山脈と他の山脈の東端になっている。

## 参照項目
- ブラジルの地理
- オーストラリア大断崖
- 南部アフリカ大断崖
- 世界の崖（リスト）